# Uixumun
Uixumun (en rus: Ушумун) és un poble (un possiólok) de l'óblast de l'Amur, a Rússia, que el 2018 tenia 2.006 habitants, pertany al districte de Magdagatxi.